# Akzidenz-Grotesk

Akzidenz-Grotesk

Akzidenz-Grotesk é uma tipografia grotesca que foi originalmente disponibilizada pela Berthold Type Foundry em 1896, em Berlim, com o nome de Accidenz-Grotesk. Foi uma das primeiras tipografias sem serifa a ser bastante utilizadas, e seu desenho influenciou mais tarde outras tipografias neogrotescas depois do ano de 1950.
Esta fonte tornou-se um grande sucesso e foi muito imitada por várias fundições de tipos. Como todas as da época, Akzidenz-Grotesk era principalmente usada como um tipo de display, no que foi incluída uma caixa-baixa bastante aceitável para textos.
A Akzidenz foi marcante durante a Segunda Guerra Mundial — Adolf Hitler, após descobrir que o gótico descendia do judaísmo, decide adoptar nas suas campanhas de expansão, assim como Mussolini.
Akzidenz-Grotesk foi provavelmente cortada por algum experiente, porém anônimo puncionista (artífice que grava punções, em inglês: punchcutter), da Berthold. 
Esta tipografia está relacionada com o aparecimento da fonte Helvetica. 
Segundo Jan Tschichold, a Grotesk é uma forma tardia das romanas, deturpada de todas as serifas e com um traço de grossura quase constante. Na Alemanha, estas grotescas aparecem a partir de 1832. 
A mais famosa das antigas sem serifa alemãs foi esta Akzidenz-Grotesk, produto tipográfico de autor anónimo, "mãe" das posteriores sem-serifa feitas na Suíça do pós-guerra, da Helvetica e da Univers. 
Ainda hoje, alguns tipógrafos puristas, na Alemanha e na Suíça, dão preferência a esta letra austera e sóbria. 
Paralelamente à Akzidenz-Grotesk, surgiu entretanto no mercado a AG Book e a AG Old Face, emitidas pela Berthold